# Naturdenkmal Eichengruppe (Züschen)
Das Naturdenkmal Eichengruppe mit der Nr. 2.2.1.2 liegt westlich von Züschen im Stadtgebiet von Winterberg. Die Eichengruppe wurden 2008 mit dem Landschaftsplan Winterberg durch den Hochsauerlandkreis als Naturdenkmal (ND) ausgewiesen. Ausweisungsgrund war die besondere Schönheit als markantes Landschaftselement. Die drei Eichen stehen an der Kreuzung eines landwirtschaftlichen Wirtschaftsweges mit dem Tal der Kleinen Dumecke. 